# Todmorden
Todmorden – miasto w Wielkiej Brytanii, w Anglii, w hrabstwie West Yorkshire. W 2001 r. miasto to zamieszkiwało 14 941 osób.

## Miasta partnerskie
- Bramsche
- Roncq